# Terme alta
La Terme alta és una antiga fita que dividia les terres dels senyors de Berga i els senyors de Pinós. És una roca de considerables dimensions i amb els escuts de les dues famílies feudals gravats. Aquesta fita la trobem a la Serra de Picancel (Berguedà), que actualment pertany al municipi de la Quar.

## Situació
La Terme alta és una pedra d'un metre d'alçada aproximadament i 40cm per 30cm de gruix. Té dues cares on no hi ha cap inscripció, però s'hi poden veure dos escuts. A la cara de la terme que dona a la banda de Berga hi ha l'escut dels senyors de Berga, propietaris de Puigarbessós, i a la banda de Vilada hi ha una pinya, emblema dels barons de Pinós, senyors de l'altra zona. Es pot reconèixer que pertany a Pinós perquè, en un document del segle xvii, a l'escut de Vilada hi apareix una pinya perquè Vilada pertanyia a la Baronia de Portella, concretament als barons de Pinós. Quant a l'escut de la ciutat de Berga, sorprèn que té les quatre barres de dalt a la dreta i les de baix a l'esquerra, i les llunes invertides de dalt són a l'esquerra i les de baix a la dreta; en canvi, en la terme, les llunes i les quatre barres estan al revers, les llunes invertides estan al lloc de les quatre barres. S'ha de dir que la terme no és del mateix segle que la torre ja que es té constància per primera vegada de la torre en documents que daten del segle XII i la terme és, com a mínim, del segle XIV. Les quatre barres són posteriors i s'han d'associar al domini reial posterior el 1393. La terme, per tant, es devia col·locar ja al segle xv, XVI o posteriorment.

La Termea Alta és molt més que una simple pedra, ja que es tractava d'una divisió de territoris durant el segle xiv i ha perdurat fins als nostres dies. Té una gran història, podem entendre com organitzaven els senyors feudals els seus termes diferenciats amb l'escut de cada població.

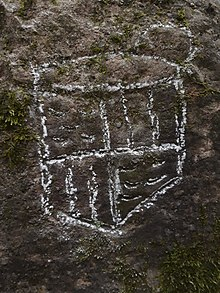
Escut de Berga a la Terme alta

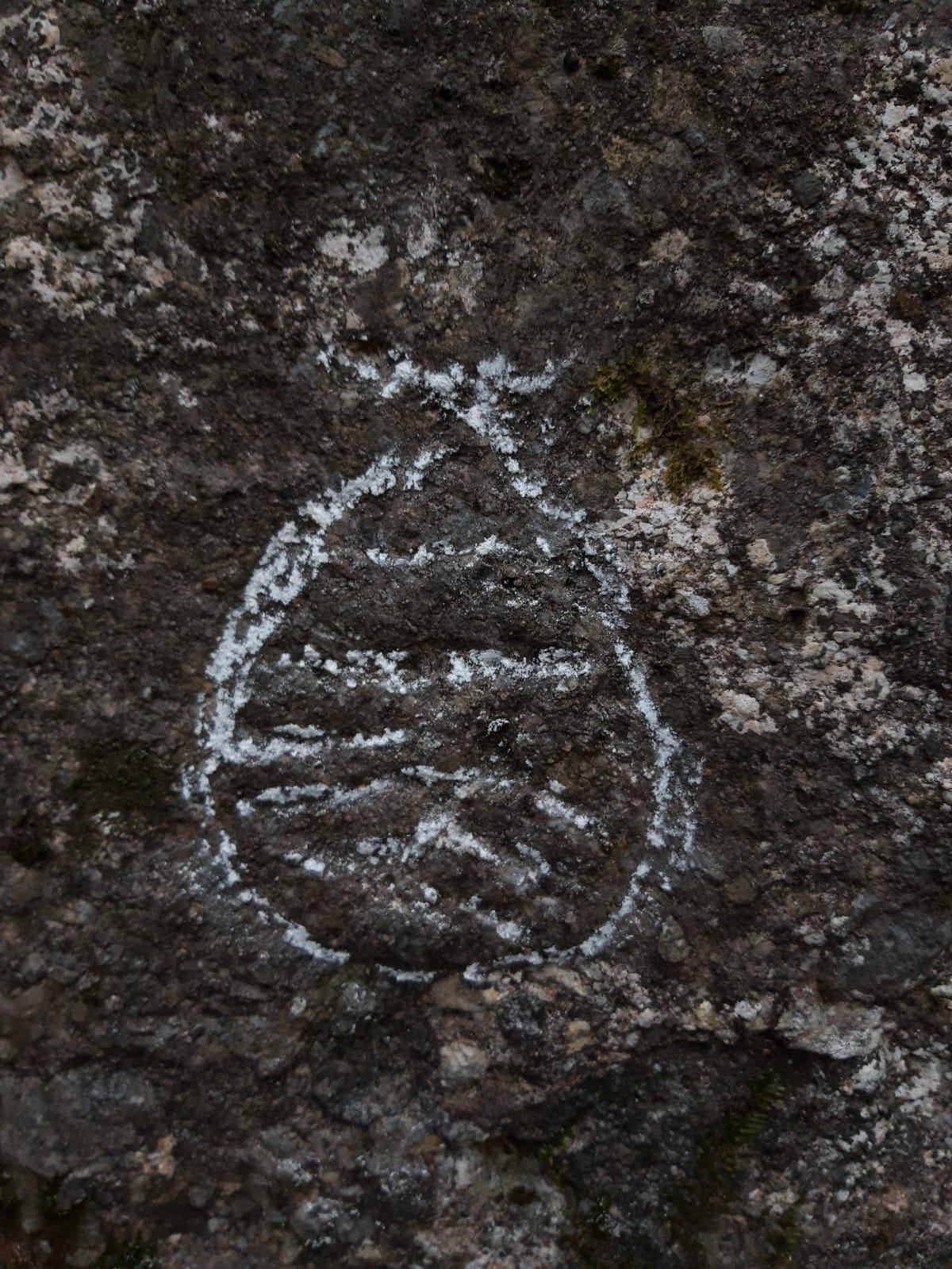
Escut senyors de Pinos